# Гульбинский, Николай Арсеньевич
Никола́й Арсе́ньевич Гульби́нский (род. 1959) — российский журналист, участник партийного строительства, политолог, публицист, писатель (публикуется под своим именем или под «кошачьими» псевдонимами — «Николай Котий», «Николай Пушистый», «Николай Мышоедов»). Пресс-секретарь вице-президента России Александра Руцкого. Главный редактор телепрограммы «Момент истины» (1992—1997). Главный редактор еженедельников «Моя газета» (1997—1998) и «Социалистическая Россия» (1998—2005). Обозреватель «Независимой газеты» и еженедельника «Новый взгляд». Сотрудничал также с испанскими изданиями. Неоднократно выступал на телевидении в качестве эксперта в программах «Итоги» (НТВ), «25-й час» (ТВЦ), «Суд времени» (5-й канал) и др.

## Биография
Родился 11 августа 1959 года в г. Фрунзе Киргизской ССР.
- Отец — Гульбинский Арсений Иванович, артист Москонцерта, во времена СССР — автор и исполнитель песен, в том числе антисоветского содержания, о которых высоко отзывался Александр Галич.
- Мать — Горелова Лидия Ивановна, артистка Москонцерта.
- Прадед — Владиславлев (Гульбинский) Игнатий Владиславович — крупнейший российский библиограф.
- По отцовской линии Николай Гульбинский — родственник прославленного лётчика, Героя Советского Союза, генерала Михаила Водопьянова.

### Образование
- Окончил Московский энергетический институт (МЭИ) в 1981 году.
- В 1982 году окончил Спецкурсы при МЭИ по изучению испанского языка.
- В 1982—1985 годах работал на Кубе переводчиком испанского языка, изучал историю Кубы, в том числе — кубинского масонства, занял первое место в конкурсе работ среди советских специалистов, посвящённых Кубинской революции.
- В 1985 году поступил на работу в Академию общественных наук при ЦК КПСС. Был сотрудником Научно-информационного отдела (готовившего переводы запрещённых в СССР западных авторов для ознакомления узкого круга экспертов и партийной номенклатуры), посещал лекции по истории внутрипартийной борьбы в СССР 20-30-х годов XX века и лекции ведущих зарубежных политологов.

### Карьера
- Первая научная работа — «Компартия Испании о реальном социализме», опубликованная в сборнике Академии общественных наук, анализировала идейную эволюцию испанского варианта «еврокоммунизма».
- В 1986—1988 годах проходил службу в рядах Вооружённых сил в Группе советских войск в Германии.
- В 1988—1991 году вновь работал в Академии общественных наук при ЦК КПСС.
- С большим энтузиазмом встретил горбачевскую перестройку и вскоре включился в идейную полемику тех лет. Первая публикация в журнале «Огонёк» — «Восхождение к „Краткому курсу“» (№ 23, 1989 г.) содержала резкую критику в адрес авторов журналов «Наш современник» и «Молодая гвардия», воспроизводивших на новый лад стереотипы «Краткого курса истории ВКП(б)».
- В статье «Ересь от коммунизма» («Новое время», № 51, 1990 г.) предложил «объявить КПСС распущенной».
- В 1989—1991 годах Николай Гульбинский много публиковался в ведущих демократических изданиях — «Огонек» (наиболее заметная публикация — «Оппозиция», № 13, марта 1990 г.), «Новое время» («Торфисты против сланцистов», № 34, 17 августа 1990 г.), «Московские новости», «Столица», «Перспективы» «Кентавр» и др.
- Критикуя «реальный социализм» советского образца, Гульбинский в то же время рассматривал «августовскую буржуазную революцию» как «термидор» по отношению к Великой Октябрьской революции — с такими характерными его чертами, как отрицание идеалов равенства и братства, стяжательство, публичная демонстрация неправедно нажитого богатства, обнищание народа и т. п.[9].

#### Публикации о Троцком
Целый ряд публикаций Николая Гульбинского посвящён личности, политической деятельности и взглядам Л. Д. Троцкого — «Leon Trotsky in the writings of the period of glasnost and perestroika» («The International», № 5, March 1991), «Большевизм Троцкого против троцкизма большевиков» («Перспективы», № 3, 1991), «Интервью с Троцким» («Аргументы и факты», № 4, 1999 г.), «Горький плод. Операция „Утка“ — триумф НКВР и трагедия социализма» («Московская правда», 23 марта 2002 г.), «Разорвать паутину лжи!» («Московская правда», 20 ноября 2004 г.), «Он ушел сам, кровью попрощавшись» («Социалистическая Россия», № 41, 8 декабря 2005 г.), «Новорусская школа фальсификаций» («Новый взгляд», 6 мая 2010 г.).
Не будучи троцкистом в узкосектантском смысле этого слова, но относясь к личности Л. Д. Троцкого с интересом и уважением, Николай Гульбинский энергично защищает Троцкого от многочисленных фальсификаций со стороны как коммунистов-сталинистов (Николай Васецкий и др.), так и историков «державного» толка, таких, например, как Юрий Жуков или Наталья Нарочницкая.
В марте 1991 году Николай Гульбинский вместе с профессором Борисом Пугачёвым и деятелем демократического крыла Компартии РСФСР Василием Липицким стал одним из создателей движения «Коммунисты за демократию» и на его основе — Демократической партии коммунистов России, впоследствии переименованной в Народную партию Свободная Россия, которую возглавил народный депутат РСФСР, полковник А. В. Руцкой.
На протяжении около полутора лет Николай Гульбинский входил в руководящие органы этой партии. Создание данной партии завершило раскол КПСС. Теоретическому обоснованию идейной платформы движения «Коммунисты за демократию» Николай Гульбинский посвятил ряд статей, среди них — «От партии „нерушимого единства“ к реальной многопартийности» («Народный депутат», № 13, 1991 г.).

#### Пресс-секретарь Александра Руцкого
В августе 1991 года, за два дня до августовского «путча» Николай Гульбинский был назначен пресс-секретарем вице-президента России А. В. Руцкого. Активно участвовал в борьбе с «гэкачепистами», награждён президентом Б. Н. Ельциным медалью «Защитнику свободной России».
В апреле 1992 года ушёл с должности пресс-секретаря вице-президента в результате несогласия с курсом Руцкого на блокирование с национал-патриотическими силами и обострение конфликта с Б. Н. Ельциным, а также в результате интриг нового окружения вице-президента.
Впоследствии опубликовал ряд статей, представляющих деятельность А. В. Руцкого в резко критическом свете, где также просматриваются мотивы личной обиды и разочарования в новой власти. Одна из них — «Тараканьи смеются усищи и сияют его голенища» увидела свет в «Московском комсомольце» 2 октября 1993 года — как раз накануне роковых событий 3-4 октября, завершившихся арестом Руцкого, Хасбулатова, Ачалова, Баранникова и других участников антиельцинского «мятежа». Статью Николая Гульбинского «Взлёт и посадка» («Московские новости», 21 ноября 1993 г.) тогдашний сподвижник Руцкого Василий Липицкий уподобил «политическому доносу». Впоследствии Липицкий оценивал Руцкого примерно с тех же позиций, что и Гульбинский.

#### Главный редактор телепрограммы «Момент истины»
В 1992—1997 годах Николай Гульбинский был главным редактором телепрограммы «Момент истины» Андрея Караулова. Гульбинский писал:
Ни одна профессия не деформирует человеческий облик столь быстро, столь кардинально и столь необратимо, как ремесло телеведущего… То, что происходит с вполне вроде бы нормальным человеком буквально через несколько месяцев после регулярного появления на «голубом экране», не поддается разумному осмыслению. Откуда только берутся в таких объёмах высокомерно-презрительное отношение к окружающим, зацикленность на «себе любимом», хамство, всезнайство и абсолютная категоричность
Николай Гульбинский принимал активное участие в ряде телевизионных проектов, в частности в съёмках фильма «Три мгновения лета», в котором в главной роли выступал Дмитрий Якубовский, с которым Гульбинский некоторое время сотрудничал. После ареста Якубовского Гульбинский неоднократно защищал его в прессе и на телевидении от необоснованных, как тогда казалось, обвинений.

#### Главный редактор газеты «Социалистическая Россия»
- В начале 2000-х годов Николай Гульбинский был некоторое время лидером Социалистической народной партии России, основанной кандидатом на пост президента России на выборах 1996 года Мартином Шаккумом.
- В 2000—2007 годах был главным редактором органа этой партии — газеты «Социалистическая Россия».
- Окончательно уйдя из практической политики в 2003 году, Николай Гульбинский посвятил себя главным образом политическому консультированию и публицистике. Сотрудничал с министрами российского правительства, депутатами Государственной Думы, лидерами политических партий, видными бизнесменами и юристами. Принимал участие в ряде избирательных кампаний по выборам губернаторов, депутатов Государственной Думы, глав районов.

#### Публикации
Опубликовал более 700 исторических и политологических статей в российской и зарубежной прессе. Среди них — «Демократы» («Подмосковные известия», 4 января 1993 г.), «Вождь, деньги, эфир. Краткое руководство для желающих создать свою партию» («Новое время», № 22, 1995 г.), «Генерал Якубовский как герой великой номенклатурной революции» («Литературная газета», 8 марта 1995 г.) (совместно с профессором Борисом Капустиным), «Мрачен, жгуч, горек, терпок и холоден» («Новый взгляд», 2 апреля 1997 г.), «Сны и кошмары Копперфильда и Киселёва» («Социалистическая Россия», № 22, 10-16 сентября 1997 г.), «Модернизация или смерть» («Социалистическая Россия», № 1, 18 января 2000 г.), «Серые кардиналы поддаются классификации» («Общая газета», 31 августа — 6 сентября 2000 г.), «От паранойи к тирании» («Социалистическая Россия», № 38, 21 июня 2000 г.), «Гроссмейстер суеты» («Социалистическая Россия», № 52, 19 октября 2000 г.), «Мученики свободы слова» («Социалистическая Россия» № 6, 8 февраля 2001 г.), «Партии для Кремля» («Регион-центр», сентябрь 2001 г.), «Апология „террориста“» («Социалистическая Россия», № 35, 27 сентября 2001 г.), «Сон в лунную ночь. Новогодняя сказка по мотивам жизни великого политтехнолога» («Завтра», № 49, 4 декабря 2001 г.), «Империя фасадов» («Независимая газета», 17 января 2002 г.), «Спокойный путь в небытие» («Независимая газета», 25 октября 2002 г.), «Сон разума рождает чудовищ. В защиту науки» («Социалистическая Россия», № 28, 7 сентября 2006 г.).
В этих публикациях содержатся резко критические и саркастические оценки таких деятелей, как Борис Ельцин, Анатолий Чубайс, Борис Березовский, Владимир Гусинский, Альфред Кох, Пётр Авен, Василий Якеменко, Евгений Киселёв, Юрий Мухин и т. д.
Статья «Кремлёвский мечтатель» («Социалистическая Россия», № 19, 17 мая 2001 г.) удостоилась гневной отповеди представителя Президента РФ в Государственной Думе Александра Котенкова.
Николай Гульбинский в серии статей опубликовал свои воспоминания об общении с различными политическими авантюристами, содержащие, в том числе, не поддающиеся проверке сведения.
В ряде статей Гульбинского приводятся нигде не публиковавшиеся сенсационные документы, относящиеся к попытке введения чрезвычайного положения в Чечено-Ингушетии 7 ноября 1991 года, переговорам А. В. Руцкого с афганскими моджахедами, эпизодам деятельности Дмитрия Якубовского и т. д.
Известный в советское время журналист-международник Иона Андронов так описывал карьеру Николая Гульбинского, с которым лично всегда был в дружеских отношениях:
Его карьера фантастически зигзагообразна… Летом 1991 года Гульбинский помог члену ЦК Компартии РСФСР и вице-президенту Руцкому сформировать в угоду Ельцину Демократическую партию коммунистов России, расколовшую КПСС и ускорившую её крах.В те дни Гульбинский стал пресс-секретарем Руцкого. Но затем опубликовал книгу о Руцком, расписав его отъявленным негодяем. Гульбинский нанялся редактировать телепрограмму Караулова и подсобил ему летом 1993 года опозорить на телевидении Руцкого, засняв интервью с ним в форме полицейского допроса о содействии вице-президента расхитителям госказны. На следующий год Гульбинский перевоплотился в пресс-секретаря Дмитрия Якубовского. Потом заделался пресс-секретарем московского миллионера Мартина Шаккума, возмечтавшего стать президентов России. Вместе они учредили „Социалистическую народную партию“ и издают её бюллетень „Социалистическая Россия“. Гульбинский как бы крутанулся почтим на 180 градусов к своему политическому прошлому. Виртуозный многостаночник!
Значительное количество статей и интервью Николая Гульбинского были опубликованы в издававшихся Евгением Додолевым газетах «Новый взгляд» и экспериментальном проекте «Московская комсомолка», среди них — «Краткий курс для публичных политиков» («Новый взгляд», № 10, 1997 г.), «„Вирус“ разрушения. Технология компромата» («Новый взгляд», № 17, 1998 г.), «Империя фасадов» («Новый взгляд», № 12, 21 декабря 2002 г.), «Монолог майского кота» («Новый взгляд», № 5, 18 мая 2002 г.), «Милосердия заслуживают люди?» («Новый взгляд», № 2, 16 февраля 2002 г.), «Крест в кармане» («Новый взгляд», № 12, 2001), «„Наше все“ или „политическая дубина“?» («Московская комсомолка», № 18, 16 апреля 2001 г.), «Sex: тоталитаристы начинают и проигрывают» («Московская комсомолка», № 12, 5 марта 2001 г.), «Очерки масонской жизни» (там же).
В 2003 году выступил с прогнозом, согласно которому Владимир Путин будет оставаться у власти пожизненно («Путин forever». АПН, 16 мая 2003 г.).
В статье М. Глобачева «Марш винтиков» («Новое время», № 31, 2006 г.) по этому поводу говорилось:
Вскоре после ареста Михаила Ходорковского, на сайте агентства печати «Новости» вышла заметка, подписанная Николаем Гульбинским. Произведение, формально принадлежащее к жанру аналитического комментария, по смыслу смахивало на «сигнал доброжелателя» и, пожалуй, ещё более на то, что у нас принято называть «активным мероприятием». По мнению автора, именно в тот момент наступило «самое время для абсолютного большинства политических партий добровольно отказаться от участия в избирательной кампании, чтобы не позориться в глазах избирателей, не выглядеть смешными». Поскольку политолог определил заранее, что «самую убедительную победу» одержит «Единая Россия». Правда, в возможности преодолеть тогдашний пятипроцентный барьер он не отказывал также СПС и ЛДПР, но и им рекомендовал «сойти с беговой дорожки, а ещё лучше самораспуститься», так как никакого будущего в России у них все равно нет: оно за «полуторапартийной» моделью в составе «Единой России» и зюгановских коммунистов. Например, крупный бизнес тянется только к «партии власти», соответственно лишь её депутаты способны сделать «что-то реальное для своих избирателей». Одним словом, «все хотят участвовать в формировании политики и ощущать стабильность своего положения». Между строк же явственно читалось: а кто не сориентировался вовремя — ни того ни другого не получит.
Такое положение, утверждал г-н Гульбинский, должно длиться до тех пор, «пока демократия в России не станет твёрдо на ноги и не появится несколько альтернативных программ социально-экономического развития государства». Правда, как бы не совсем понятно было, откуда все это возьмется в предлагаемых условиях. Но только на первый взгляд — если не учитывать, что право выдвигать будущие альтернативы (как и право на развитие вообще) в данной модели приписывалось не «обществу», но исключительно «государству».
Об этом как раз в ту пору начинали заговаривать и гораздо более «раскрученные» спецы, но по преимуществу ещё обиняками. Гульбинский же просто-напросто выдал открытым текстом, что называется, от альфы до омеги. Впрочем, странно было бы ожидать, что СПС и остальные с ходу внимут его рекомендациям. В итоге «правыми», увы, все равно оказались не они.
Между тем советчик, надо думать, не только раньше и лучше многих сориентировался в особенностях текущего момента, но и имел солидную, как мало кто, теоретическую базу: в своё время одной из тем научных занятий Николая Арсеньевича Гульбинского в Академии общественных наук при ЦК КПСС была история внутрипартийной борьбы в СССР 1920—1930-х годов.
Николай Гульбинский опубликовал журналистское расследование «Кто убил генерала Рохлина?» («Социалистическая Россия», № 53, 26 октября, 2000 г., «Социалистическая Россия», № 54, 2 ноября, 2000 г.), основанное на изучении материалов уголовного дела, стенограмм судебного процесса над Тамарой Павловной Рохлиной, интервью с генеральным прокурором Юрием Скуратовым, адвокатом Анатолием Кучереной и другими лицами, имевшими отношение к данному судебному процессу.
В ряде публикаций Николай Гульбинский анализирует жизнь и воззрения таких исторических деятелей, как В. И Ленин, И. В. Сталин, Н. С. Хрущев, Александр Лукашенко, Михаил Горбачев, Фидель Кастро, Арнальдо Очоа, Аугусто Пиночет, Иоанн Павел II.
Особое место в его статьях занимают исторические сюжеты, такие как «процессы ведьм» («Ведьму не оставляй в живых», «Московская правда», № 1, 19 января 2002 г.), Английская революция 1642-49 гг. («Помните… Историческая мини-хроника», «Социалистическая Россия», № 4, 8 апреля 2004 г.), Великая французская революция («Маркиз де Сад: предчувствие катастрофы», «Социалистическая Россия», № 3, 2-8 февраля 2000 г., «Богоматерь термидора», «Социалистическая Россия», № 10, 7 марта 2002 г.), деятельность «народовольцев» («Цареубийцы», «Социалистическая Россия», № 19, 20 мая 2004 г.), Великая Октябрьская социалистическая революция («Событие века», «Социалистическая Россия», № 37, 4 ноября 2004 г., «Октябрь 1917-го: откат в прошлое или прорыв в будущее?», «Социалистическая Россия», № 37, 9 ноября 2006 г.), гражданская война («Замело тебя снегом, Россия!», «Социалистическая Россия», № 25, 27 июня 2002 г., «Пять минут генерала Деникина», «Социалистическая Россия», № 34, 20 октября 2005 г.), «большой террор» («Как скот по спискам гнали людей на бойню», «Московская правда», 20 апреля 2002 г., «Полёты во сне и наяву. Гипноз в политике: от Бухарина до Рыбкина», «Социалистическая Россия», № 13, 31 марта 2004 г.) и др.
Ряд публикаций Николая Гульбинского посвящён странам, в которых ему довелось побывать — Чили, Доминиканской республике, Коста-Рике, Малайзии, Таиланду, Ираку, Китаю и др.
Николай Гульбинский — автор многочисленных интервью с известными политиками и общественными деятелями, среди которых — Иона Андронов, Александр Вешняков, Сергей Глазьев, Иван Грачев, Оксана Дмитриева, Александр Зиновьев, Геннадий Зюганов, Вячеслав Костиков, Анатолий Кучерена, Анатолий Лукьянов, Андраник Мигранян, Александр Некипелов, Олег Морозов, Николай Петраков, Владимир Полеванов, Алексей Пушков, Юрий Скуратов, Мартин Шаккум, Елена Шестопал, Александр Шохин, Валерий Шумаков, Александр Яковлев и др.

#### Обозреватель «Независимой газеты»
Начиная с 2010 года Николай Гульбинский регулярно публикуется в «Независимой газете». Среди тем его публикаций — становление российской политической системы; перспективы внесистемной оппозиции; проблемы российской модернизации; новейшая история России, исторические дискуссии; судьбы Кубинской революции.

## Книги
- Автор книги «Афганистан… Кремль… „Лефортово“…? Эпизоды политической биографии Александра Руцкого» (вместе с Мариной Шакиной) (1994 г., издательство «Лада-М»). Эта книга вызвала значительное число откликов в российских изданиях, её презентация в «Президент-отеле» транслировалась по ведущим каналам телевидения, ей была посвящена обширная программа Алексея Венедиктова на «Эхе Москвы» с участием авторов. Среди откликов — рецензия поэта и пародиста Александра Иванова[37]. В то же время авторы газеты «Коммерсант» назвали эту книгу «кляузной»[38]. Отдельные главы из этой книги публиковались в нью-йоркской газете «Новое русское слово» и ряде других российских и зарубежных изданий, читались по радиостанции «Свобода».
- Другие книги автора — «Краткий курс для эффективных политиков» (вместе с Еленой Сорокиной, ISBN 5-901162-04-08 (ошибоч.), 1999 г.), «Девять врат в царство политики» (ISBN 5-901787-52-8, 2007 г.) (обе — издательство «Аванти») получили положительную прессу.
- Последняя книга Николая Гульбинского — «От „нерушимого единства“ к „Единой России“ (Свидетельства соучастника и очевидца» (ISBN 978-5-903271-82-5, 2012 г., издательство «Маросейка»). Её презентация состоялась 21 марта 2012 г. В Центральном доме журналиста. Писатель и публицист Сергей Волков в рецензии на книгу Гульбинского отмечает:

Всякому пишущему человеку следует помнить заповедь братьев Стругацких: “Писать следует либо о том, что хорошо знаешь, либо о том, чего не знает никто”. Николай Гульбинский следует этим постулатам: он пишет и о том, в чем прекрасно разбирается, и о том, что находится за семью печатями для большинства читателей.

### Мистификации
Автор рецензии Сергей Волков также обращает внимание на одну политических мистификаций с участием Николая Гульбинского:
Ещё одна примечательная статья Гульбинского называется “Заговор иллюминатов и перспектива антиолигархического наступления”. Она увидела свет в 2005 году в газете “Комсомольская правда”, наделала много шуму, и вот почему: текст был опубликован под псевдонимом “И. Воклеб” (что наоборот читается как “Белков И.”) и отчасти был стилизацией, а то и пародией на конспирологические изыскания политолога Станислава Белковского, популярного в те годы. Некоторые эксперты и политики всерьёз решили тогда, что статья принадлежит перу Белковского, а значит, содержащийся в ней месседж исполнен глубокого внутреннего смысла.  То, что этот самый месседж идеологически полностью противоречил воззрениям Белковского и его окружения, никого не смутило и весьма спутало последним карты. Собственно, правда про истинного автора «иллюминатов» открылась только после выхода книги
Другая мистификация Николая Гульбинского — целиком сочинённое им интервью с претендентом на российский престол Николаем Дальским «На пороге очередного чуда».
Николай Гульбинский замечает:
Признаюсь: мне приходилось писать очень много книг, статей, докладов, обращений для кого-то и за кого-то. В десятки раз больше по объёму, чем написал я от своего лица. В этих трудах, естественно, мне приходилось подстраиваться под взгляды, вкусы, позиции и стиль заказчиков. Таково уж моё ремесло, приносящее хлеб насущный —  не лучшее, но и, наверное, и не худшее в современной России.